# Tirebolu

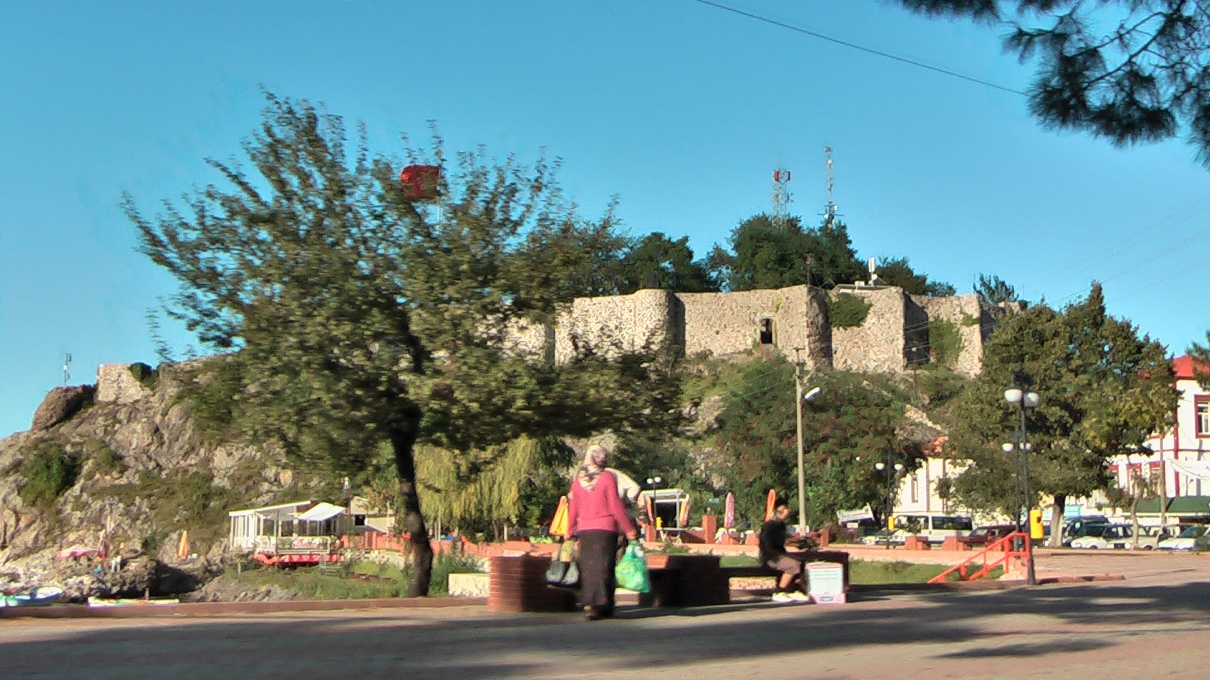
Burg von Tirebolu

Tirebolu (früher Tireboli, griechisch: Τρίπολις) ist eine Hafenstadt am Schwarzen Meer und
zugleich Verwaltungszentrum des gleichnamigen Landkreises in der Provinz Giresun. Die Stadt liegt ca. 37 km (43 Straßenkilometer) östlich der Provinzhauptstadt Giresun. Der Fluss Harşit Çayı mündet bei Tirebolu ins Meer. Tirebolu wurde schon 1869 in den Rang einer Belediye erhoben und beherbergt heute fast zwei Drittel der Landkreisbevölkerung (2020: 61,61 %).

## Landkreis
Der Kreis grenzt an den Kreis Espiye im Westen, an den Kreis Güce im Südwesten, an den Kreis Doğankent im Südosten sowie an die Kreise Görele und Çanakçı im Osten. Seine Bevölkerungsdichte (123.8 Einw. je km²) ist nahezu doppelt so hoch wie der Provinzdurchschnitt (64,4). Neben der Kreisstadt besteht er noch aus 49 Dörfern (Köy) mit durchschnittlich 251 Bewohnern. Das größte Dorf ist Doğancı (551 Einw.). Das ehemalige Dorf Balçıkbelen (2017: 210 Einw.) ist seit 2018 ein Stadtviertel (Mahalle) der Kreisstadt (2020: 189 Einw.).

## Geschichte
Die Stadt wurde im 7. Jahrhundert  v. Chr. von griechischen Kolonisten aus Milet unter dem Namen Tripolis gegründet, war aber wegen der schlechten Anbindung ans Hinterland relativ unbedeutend. Ab 1204 war sie persönliches Lehen der komnenischen Kaiser von Trapezunt. Mit der Eroberung Trapezunts durch Mehmed II. 1461 wurde der Ort unter dem Namen Driboli Teil des Osmanischen Reiches. Darauf wurde die Stadt zum Teil der Nahiye von Kürtün, die von Çepni-Türkmenen bewohnt war. Der türkische Reisende Evliya Çelebi, der Tirebolu 1640 besuchte, berichtet von einer antiken Festung und einer blühenden, von Griechen bewohnten Stadt. Im Ersten Weltkrieg war es von 1916 bis 1918 von russischen Truppen besetzt, was die muslimischen Bewohner zur Flucht veranlasste. Die griechische Bevölkerung wurde ab 1916 nach Şebinkarahisar deportiert.
Der Landkreis gab 1990 über die Hälfte seines Territoriums an die beiden neugegründeten Landkreise Güce (südwestlicher Teil) und Doğankent (südöstlicher Teile) im Süden ab.